# Луїзаго
Луїзаго, Луїзаґо (італ. Luisago) — муніципалітет в Італії, у регіоні Ломбардія, провінція Комо.
Луїзаго розташоване на відстані близько 520 км на північний захід від Рима, 36 км на північ від Мілана, 7 км на південний захід від Комо.
Населення — 2736 осіб (2014).

## Демографія
Населення за роками:

Станом на 1 січня 2023 року в муніципалітеті офіційно проживало 217 іноземців з 34 країн, серед них 19 громадян країн Євросоюзу та 14 громадян України.

## Сусідні муніципалітети
- Казнате-кон-Бернате
- Кассіна-Риццарді
- Фіно-Морнаско
- Грандате
- Вілла-Гуардія